# Mina de Visitação Octávio Fontana
A Mina de Visitação Octávio Fontana, é uma atração turística de Criciúma, no Brasil. Seu trajeto conta parte da história da extração carbonífera do município.
Inaugurada no ano de 2011, esta atração oferece aos visitantes a oportunidade de percorrer o trajeto, com cerca de 300 metros, a bordo de uma minilocomotiva ou a pé. Ao longo do percurso, diversas estações narram a história da herança carbonífera e da própria cidade. 
Aberta a visitação no Brasil, recebeu cerca de 20 mil visitantes em seus seis primeiros meses.
Localizada no bairro Naspolini, é a única mina de visitação do Brasil, fora essa só existe mais três.